# Marquis Rafael Merry del Val
Marquis Rafael Merry del Val (* 1831 in Aragon; † 30. August 1917) war vom 10. Oktober 1865 bis zum 24. Juni 1897 Botschafter Alfons XII. am Hof von Königin Victoria.

## Leben
Die Del Vals waren normannische Kreuzfahrer aus England, die sich im 12. Jahrhundert in Aragonien ansiedelten.
Die Merry waren Händler aus der County Waterford, die sich im späten 18. Jahrhundert in Sevilla ansiedelten.
Marquis Rafael Merry del Val war mit Sofia Josefa de Zulueta († 1925), der Tochter von Pedro José de Zulueta, verheiratet.
Ihre Söhne waren Pedro, Rafael Merry del Val, Domingo Merry del Val y Zulueta und Alfonso Merry del Val y Zulueta.
Marquis Rafael Merry del Val war Botschafter beim Heiligen Stuhl und in Wien.